# Marco Zanotti
Marco Zanotti (Desenzano del Garda, 10 de septiembre de 1988) es un ciclista italiano.

## Palmarés
2011
- 2 etapas del Girobio

2012
- 2 etapas de la Vuelta a Colombia

2014
- 1 etapa del Tour de Sibiu

2015
- De Kustpijl
- 1 etapa del Tour del Lago Taihu

2017
- 1 etapa del Tour de Hainan[1]